# Baratuciat

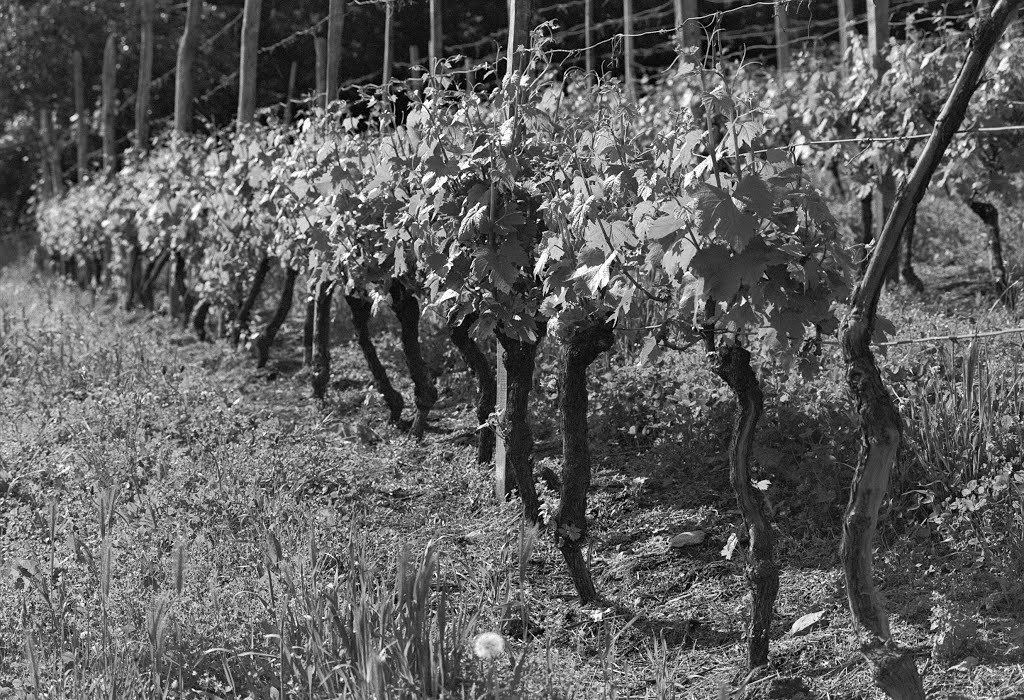
VignaBaratuciatRivera 04-2013

Il Baratuciat è un vitigno che produce uva a bacca bianca. È un'uva ad acino ellittico con la buccia di medio spessore molto pruinosa, di colore giallo/verde, dorato a maturità. Gli acini hanno la polpa poco consistente, succosa e non colorata. È un vitigno precoce e vigoroso. Il grappolo a maturità è medio o medio piccolo, compatto, conico o cilindrico.

## Storia

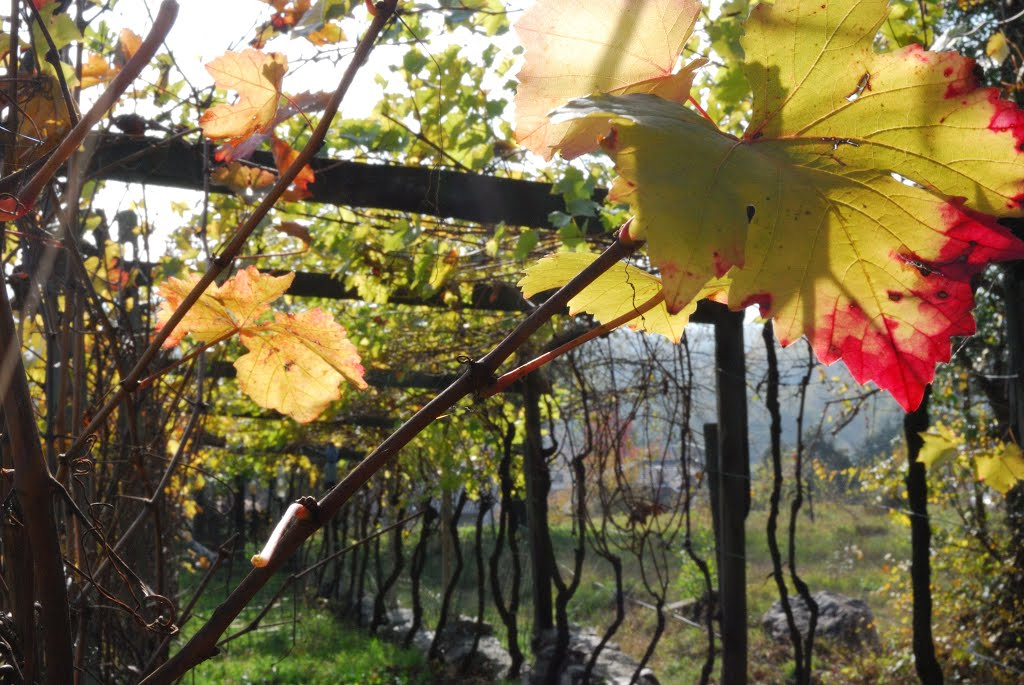
Vigna Baratuciat a Rivera di Almese, novembre 2012

Il vitigno è autoctono della bassa Val di Susa, ed è stato recentemente riscoperto e valorizzato, ad un passo dall'estinzione, come già avvenuto di recente per il vitigno valsusino a bacca rossa Avanà (DOC Rosso Val Susa).
I viticoltori locali, nelle zone ove era tradizionalmente presente, ne ricordano varianti del nome anche piuttosto distanti, come “Bertacuciàt”, o “Berlu ‘d ciàt”. 
La prima citazione del Baratuciat si ha nel documento redatto dalla Commissione Ampelografica della Provincia di Torino, anno 1877,dove si segnalava la sua presenza in pochi esemplari esclusivamente nel comune di Villarbasse con il nome di “Berlon ‘d ciat bianco”.
L'etimologia del nome è incerta, ma la denominazione potrebbe derivare dalla particolare forma dell'acino, molto allungato, associato popolarmente alla forma degli escrementi di gatto (in dialetto locale "ciàt") così come accade in zona per altre varietà di vite (Berla grossa, Berla ‘d crava).
Il vitigno rientra nella Denominazione di Origine "Val Susa" (DOC). Attualmente viene vinificato in purezza o insieme ad altri vitigni bianchi (ad esempio Chardonnay).

## Zone di coltivazione

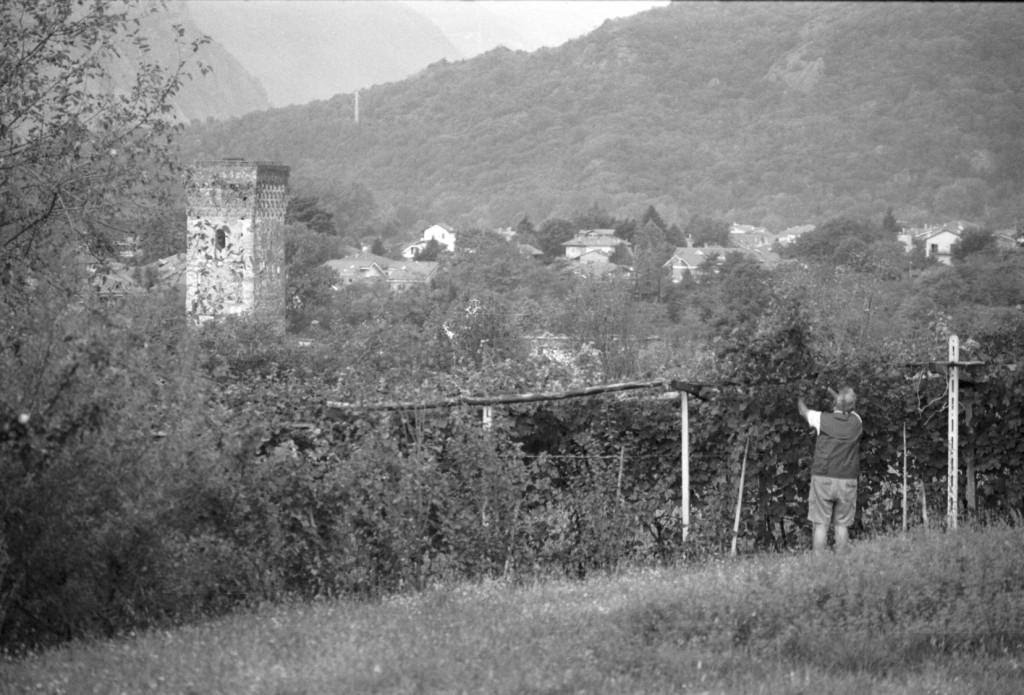
Vendemmia Baratuciat a Rivera di Almese, ottobre 2011

È coltivato in Piemonte, in particolare nei comuni di Almese e Chiomonte, ove vengono prodotti alcuni vini bianchi a base di Baratuciat, denominati ad esempio Cianisot e Cesa Veja e Madlena Baratuciat in purezza. Pare che si abbiano antiche tracce del vitigno anche nel territorio di Villarbasse.

## Caratteristiche morfologiche
- Germogliamento: prima decade di aprile.
- Fioritura: prima decade di giugno.
- Invaiatura: prima decade di agosto.
- Maturazione dell'uva: prima decade di ottobre.

A maturazione finita i vini di Baratuciat presentano un profumo con note erbacee e fruttate di mela verde, fiori secchi e di acacia.

## Vini ricavati
- Vino bianco, in purezza (100% uve Baratuciat)
- Spumante secco metodo Classico (champenoise)
- Passito, finora tramite microvinificazioni sperimentali.

## Sinonimi del Baratuciat
Bertacuciàt, Berlu ‘d ciàt.